# Federico de Schleswig-Holstein-Sonderburg-Augustenburg (1652-1692)

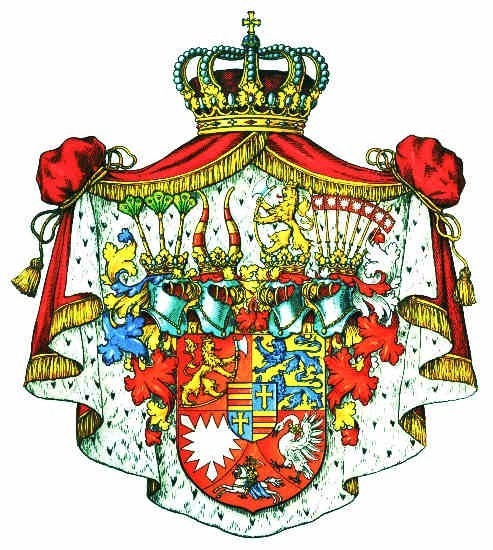
Escudo de los duques de Augustemburgo.

El duque Federico de Schleswig-Holstein-Sonderburg-Augustenburg (10 de diciembre de 1652 - 3 de agosto de 1692, Edingen) fue un noble alemán. Era el hijo mayor del duque Ernesto Gunter y de su esposa, la duquesa Augusta.

## Biografía
Sucedió a su padre como duque de Schleswig-Holstein-Sonderburg-Augustenburg en 1689. Sin embargo, murió solo tres años más tarde, en 1692, durante la Guerra de los Nueve Años contra los franceses.
Federico contrajo matrimonio con Ana Cristina Bereuter; Tuvieron 3 hijos:
- Augusto Gunter (1673-1699)
- Dorotea (1675)
- Niño Desconocido (¿1679?)

Fue sucedido por su hermano menor Ernesto Augusto.